# Segundo Durandal
Segundo Durandal (Potosí; 17 de marzo de 1912-12 de enero de 1976) fue un futbolista boliviano que jugaba como defensa. Fue parte de la Selección Boliviana que participó en la Copa Mundial de Fútbol de 1930.

## Trayectoria
En los años 30 jugó para el Bolívar. Varias fuentes informan erróneamente de su actuación para San José.

## Selección nacional
Durante su carrera ha hecho dos apariciones para el equipo nacional de Bolivia en la Copa Mundial de la FIFA 1930.

### Participaciones en laCopa Mundial de Fútbol
| Torneo               | Sede    | Resultado    | Partidos | Goles |
| -------------------- | ------- | ------------ | -------- | ----- |
| Copa Mundial de 1930 | Uruguay | Primera fase | 2        | 0     |